# Артинов модуль
Артинов модуль — модуль над кольцом, в котором выполняется следующее условие обрыва убывающих цепей. Символически, модуль {\displaystyle M} артинов, если всякая последовательность его подмодулей:
{\displaystyle M_{1}\supset M_{2}\supset \ldots \supset M_{i}\supset \ldots }
стабилизируется, то есть начиная с некоторого {\displaystyle n} выполнено:
{\displaystyle M_{n}=M_{n+1}=\ldots }.
Это утверждение равносильно тому, что в любом непустом множестве подмодулей {\displaystyle M} существует минимальный элемент.
Если {\displaystyle M} — артинов, то любой его подмодуль и любой его фактормодуль артиновы. Обратно, если подмодуль {\displaystyle N\subset M} и фактормодуль {\displaystyle M/N} артиновы, то и сам модуль {\displaystyle M} артинов.
Названы в честь Эмиля Артина, наряду с подобными общеалгебраическими структурами с условиями обрыва убывающих цепей (артинова группа, артиново кольцо), и двойственными «нётеровым» структурам с условием обрыва возрастающих цепей (нётеров модуль, нётерова группа, нётерово кольцо). В частности, ассоциативное кольцо {\displaystyle A} с единичным элементом называется артиновым, если оно является артиновым {\displaystyle A}-модулем (удовлетворяет условию обрыва убывающих цепей для идеалов, для некоммутативного случая соответственно левых или правых).